# Марек 2010
ФК «Марек 2010» — болгарский футбольный клуб из города Дупница. Основан в 2010 году как правопреемник обанкротившегося ФК «Марек», который выигрывал в 1978 году Кубок Болгарии. Домашние матчи проводит на стадионе Бончук. В сезоне 2013/14 победил в турнире Второй лиги и перешёл в высший дивизион болгарского футбола — футбольную группу «А».

## Достижения
Профессиональная футбольная группа «Б»
- Победитель (1) — 2013/2014